# Shari Shattuck
Shari Shattuck (Atlanta, Georgia; 18 de diciembre de 1960) es una actriz y productora estadounidense.

## Biografía
Shari Shattuck nació el 18 de noviembre de 1960 en Atlanta, Georgia, Estados Unidos. Tiene una hermana y un hermano. Creció en Atlanta en los primeros años. Pasó su adolescencia como patinadora competitiva y más tarde también fue modelo. Su primera aparición en televisión fue en un video musical en 1982.
En 1983 empezó su carrera como actriz a los 23 años. Apareció de forma constante como actriz invitada en series de televisión y en películas hasta el 2000. También fue activa como productora y escritora.

## Vida privada
Ha estado casada con Joseph P. Stachura desde el 18 de julio de 2009. Anteriormente estuvo casada con Ronn Moss y Ford Smith. Tuvo dos hijos con Ronn Moss.

## Filmografía
| Año  | Título                                 | Personaje         | Notas               |
| ---- | -------------------------------------- | ----------------- | ------------------- |
| 1987 | Tainted                                | Cathy             |                     |
| 1988 | Desert Warrior                         | Racela            |                     |
| 1989 | Arena                                  | Jade              |                     |
| 1992 | Out For Blood                          | Joanna Montague   |                     |
| 1994 | On Deadly Ground                       | Liles             |                     |
| 1994 | Point of Seduction: Body Chemistry III | Dr. Claire Archer | película para vídeo |

| Año       | Título                     | Personaje     | Notas         |
| --------- | -------------------------- | ------------- | ------------- |
| 1990      | Dallas                     | Kit Marlowe   | 5 episodios   |
| 1996–1999 | The Young and the Restless | Ashley Abbott | 147 episodios |